# Vallée de Tuhinj
La vallée de Tuhinj (se prononce [tuˈxiːn] ; en slovène : Tuhinjska dolina) est une vallée en Slovénie qui relie le bassin de Celje au bassin de Ljubljana dans un axe est-ouest le long des rivières Nevljica et Motnišnica.

## Toponymie
Des sources écrites redigées vers 1400 mentionnent déjà la vallée sous les noms Tuchein, Tuchen et Tucheiner alben. À l'origine, cette dernière était nommée *Tuxyn′ь, un dérivé du surnom *Tuxynъ (qui provient du nom slave *Tuxъ ou *Tuxa). Cette racine est également à l'origine de noms similaires tels que Tuhinje en Herzégovine, Tuin en Macédoine du Nord, Tukhin en Russie et Tuchyňa en Slovaquie.

## Industries
Le lignite fut extrait dans la vallée jusqu'au milieu du XXe siècle, non loin de la ville de Motnik. Le tourisme ne s'est développé que récemment.